# Lancia Veicoli Industriali
La Lancia è una delle più famose e antiche case automobilistiche italiane. Fondata a Torino nel 1906 da Vincenzo Lancia è oggi parte del gruppo Stellantis. La divisione Lancia Veicoli Industriali è stata costituita nel 1912, poco prima della prima guerra mondiale.
L'azienda rimase di proprietà della famiglia Lancia fino al 1955, quando fu rilevata da Carlo Pesenti che successivamente, nel 1969, la cedette alla FIAT. Nel 1970 la divisione Lancia Veicoli Industriali divenne Lancia Veicoli Speciali, offrendo modelli complementari alla Fiat V.I. sino alla costituzione dell'IVECO.

## Gli autocarri militari – il periodo bellico
Con l'apertura del nuovo nucleo produttivo sito nel quartiere di Borgo San Paolo a Torino (attuale via Monginevro) la Lancia ebbe la possibilità di ampliare la sua attività, sino a quel momento legata esclusivamente alla fabbricazione di autovetture. Così, nel 1912, avviò la costruzione del primo autocarro per uso militare l'1.Z., che sarà prodotto sino al 1916 appositamente per il Regio Esercito, all'epoca impegnato sul fronte della guerra in Libia.

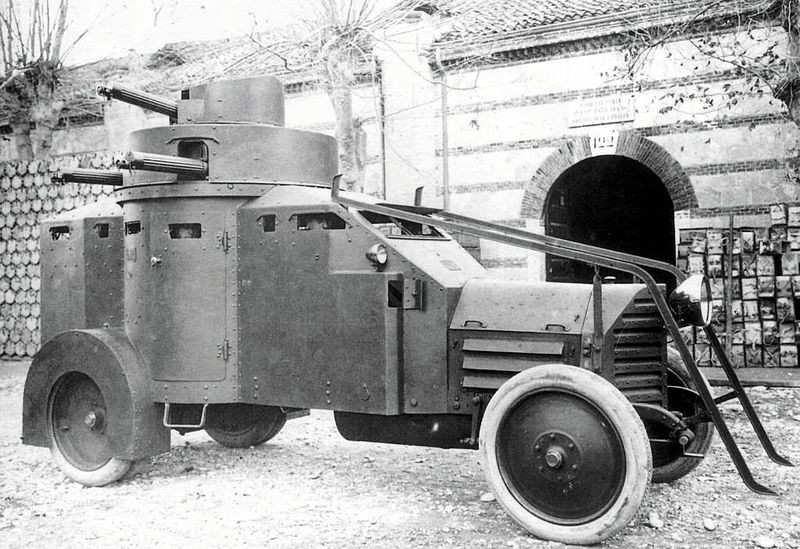
Autoblindo 1.Z

Poi, con lo scoppio della prima guerra mondiale, la fabbrica venne decretata "stabilimento ausiliare di guerra", spingendo i vari reparti a dover rispondere in primo luogo alle necessità militari; fu quindi temporaneamente abbandonato il progetto di un motore a 8 cilindri a V appena brevettato e ridimensionata la produzione della Tipo 61 (25/35 HP-Theta), che continuò a essere costruita principalmente per i servizi dei comandi militari. Dovendosi quindi dedicare alla fornitura di prodotti bellici, la Lancia – già fornitrice all'esercito dell'1.Z. (di cui Ansaldo avrebbe utilizzato i telai per allestire l'autoblindo 1.Z) – non ebbe difficoltà ad aggiungere nel 1915, accanto alla produzione dell '1.Z., quella dell'autocarro 1.Z.M., nella versione passo normale (Jota) e nella versione passo corto (Djota), con uguale motore a 4 cilindri di 4.942 cm³ ma con telaio di passo diverso (l'1.Z. aveva infatti un passo di 3,35 m, mentre le versioni 1.Z.M. avevano rispettivamente un passo di 3,60 m e di 3,00 m). Le produzioni delle versioni originate attorno al progetto 1.Z.M. "passo lungo e corto" cessarono nel 1919, quando oramai a guerra terminata la domanda di autocarri militari si contrasse. 
I modelli 1.Z.M. sopravvissuti alla prima guerra mondiale e che furono tenuti in manutenzione continuarono ad essere utilizzati negli anni trenta nelle guerre coloniali italiane e durante la guerra civile spagnola, per ultimo furono impiegati dalle truppe tedesche nella seconda guerra mondiale; vi sono infatti numerose testimonianze fotografiche su questi utilizzi da parte dei militari, per un progetto che aveva più di 30 anni (in un periodo di grande e rapido avanzamento tecnologico) si può solo rilevare l'incredibile resistenza di questi autotelai Lancia.
La produzione di tutti gli autocarri in questo primo periodo fu di 3 437 esemplari in tutto.
- 1.Z.
- 1.Z.M. normale 3,60 m (poi ribattezzato Jota)
- 1.Z.M. corto 3,00 m (poi ribattezzato Djota), quando fu dato il nome commerciale 1.Z.M. non venne considerato un modello a sé stante ma solo versione a passo corto.

## I veicoli industriali dal 1921 al 1945
Alla fine della prima guerra mondiale la Lancia dovette fronteggiare come molte altre aziende sue concorrenti il difficile passaggio della riconversione dalle produzioni belliche a quelle di pace, sebbene in misura minore poiché Vincenzo Lancia si rifiutò di attrezzare industrialmente la sua fabbrica alle produzioni di armi. In questa fase la Lancia continuò a produrre autocarri e veicoli militari ma l'attività si concentrò primariamente in un rilancio sostanziale del settore auto, con la nascita della "Lambda", che fu una vettura tra le più rivoluzionarie al mondo. Tale impostazione poneva di fatto in secondo piano il settore dei veicoli industriali, con la creazione di prodotti perlopiù derivati dall'ambito automobilistico; nei fatti era stato sempre così, sin dal debutto dell’1.Z.. Il trasporto ferroviario era ancora molto forte e diffuso, lo sviluppo dei trasporti su strada era nascente e i residuati bellici dismessi dall'esercito saturavano la domanda del trasporto su gomma. Ben diversa era la situazione del trasporto passeggeri urbano ed extraurbano, dove la domanda era sempre più crescente ma il costo di una carrozzeria per un grande autobus era superiore al costo dell'autotelaio motorizzato, al punto che il prezzo poteva rivaleggiare con quello delle auto dei sovrani e dei più ricchi nobili o imprenditori. Poteva costare quanto un'Isotta Fraschini oppure una Rolls-Royce. Erano necessari ingenti capitali, tuttavia all'inizio dei primi anni venti circolavano ancora i rudimentali autobus prebellici da debolissime potenze da 20 o 30 CV con gomme piene e velocità tra i 20 e i 30 km/h, fu in questo mercato che si posero le basi di sviluppo dei nuovi potenti, veloci e assai più confortevoli veicoli industriali Lancia.
Nel 1921 la casa torinese rinnovò la produzione prebellica con la creazione di due nuovi modelli prettamente destinati a un uso civile, il Trijota e il Tetrajota. Questi due veicoli erano realizzati come sempre da un autotelaio motorizzato destinato ai carrozzieri che si occupavano degli allestimenti richiesti dai committenti, sia in qualità di autocarri che come autobus, in versione chiusa o aperta ("char-a-bancs" in Italia ribattezzati "torpedoni"). Questi autotelai erano leggermente maggiorati rispetto ai precedenti, montavano il collaudato motore a valvole laterali da 70 CV, 2 200 giri/min, 4 cilindri in linea, con l'inedita modifica della testa smontabile (motore tipo 64) rispetto ai precedenti modelli che adottavano il motore anteguerra tipo 61 a testa fissa, cioè fusa nel blocco cilindri con il cambio tipo 107 che sostituiva il cambio tipo 106 montato sui veicoli con motore tipo 61. Il passo ottenuto fu di 335 cm per il Trijota e di 385 cm per il Tetrajota. Il Trijota fu carrozzato perlopiù come autocarro, mentre il Tetrajota soprattutto come autobus. Entrambi i modelli, prodotti complessivamente in 585 esemplari, riscossero un buon successo anche all'estero. Il Trijota terminò la produzione nel 1922/1923. Il Tetrajota fu prodotto dal 1921 fino al 1924. Le buone aspettative dei progettisti Lancia furono coronate da un successo post-vendita che spinse la casa torinese a specializzarsi in questa crescente realtà produttiva.
Nel 1924 la Lancia iniziò la produzione di un nuovo tipo di autocarro pesante, il Pentajota, che fu il primo "gigante" della strada, capace di una portata che solo pochi autotelai americani come il REO potevano disporre, ponendo per qualche anno l'azienda come leader europeo in questa fascia di segmento. Azionato sempre dall'ottimo motore da 70 CV tipo 64 aveva il nuovo cambio tipo 111 che succedeva al tipo 107. Era in grado di raggiungere i 65 Km/h. Inoltre, grazie all'aumento del passo (portato a 431 cm) e di un cassone da 370 cm x 210 cm riuscì a guadagnarsi la committenza più esigente delle autolinee italiane e anglosassoni. Interessante, poi, su questo modello, l'importante adozione dei freni sulle ruote anteriori: il pedale comandava i cavi metallici che agivano simultaneamente su due giganteschi freni a tamburo anteriori e su quello della trasmissione (la frenatura sulle ruote posteriori avveniva invece unicamente per mezzo della leva azionata manualmente). Il Pentajota venne costruito in due serie, la prima dal 1924 al 1925 e la seconda dal 1925 al 1928. Se meccanicamente non differivano molto, all'inizio la prima serie (come tutti i modelli serie Jota precedenti) aveva ancora il pulsometro sul motore per l'alimentazione pressurizzata sul serbatoio come i precedenti veicoli Lancia anteguerra, il che imponeva l'uso della pompa ad aria prima della partenza per caricare il circuito di alimentazione, successivamente nella seconda serie fu montato il più progredito sistema Nivex di alimentazione a depressione, ma la più evidente differenza fu la linea di cintura del cofano motore che si alzò per più di 20 cm conferendo al veicolo un aspetto assai più moderno e aggressivo; soluzione apprezzata dalle compagnie di trasporto poiché l'aspetto curato delle carrozzerie era importantissimo per attrarre i passeggeri. Pochissimi privilegiati avevano un'automobile, ma il piacere di una passeggiata, di un viaggio, su un bell'autobus poteva essere alla portata e diffondersi. Il Pentajota prima serie fu prodotto in 625 esemplari mentre la seconda serie in 1 096 esemplari per un totale di 1 771 esemplari. Alla serie Pentajota seguì in 13 esemplari quella del modello Esajota che fu considerato alla stregua di un prototipo, nel 1928, anno in cui iniziò la produzione del successore Eptajota.
Nel frattempo, il miglioramento delle condizioni di vita della borghesia e delle fasce operaie, nella seconda metà degli anni venti, creò una grandissima domanda di trasporti, e questo spinse le società del servizio autobus ad una necessaria vertiginosa crescita del numero del parco mezzi. Così, con l'Eptajota la Lancia riuscì ad imporsi nuovamente in questo mercato, realizzando di fatto l'ultima evoluzione dei modelli derivati dalla serie Jota. Grazie alla maggiorazione dell'autotelaio l'Eptajota venne costruito con un passo di 472 cm e con la possibilità di aumentare la sua lunghezza del cassone sino a 455 cm. In più, per seguire una particolare richiesta del Comune di Milano, che fu tra i principali acquirenti, questo modello fu caratterizzato dall'adozione di un telaio con longheroni di foggia tale da consentire di abbassare il pavimento. Comodo e di grande portata l'Eptajota (quasi 2 000 esemplari, dal 1928 al 1934, tra cui alcuni destinati a Roma) mostrò il suo limite nella ormai insufficiente potenza e coppia del motore, progettato in verità per modelli assai più piccoli e di minore portata. Le velocità di trasporto restavano basse soprattutto nell'uso urbano, dove il limite consentito era 18 km/h, ma anche nel trasporto extraurbano, dove il limite era di 30 km/h; e comunque il mezzo non avrebbe potuto raggiungere velocità superiori poiché la stragrande maggioranza delle strade era in battuto o macadam. Inoltre, quando si incontravano salite – che in Italia non mancano – anche quelle modeste delle colline, l'Eptajota stracarico, come i suoi numerosi concorrenti: FIAT, OM, Ceirano, Ansaldo, SPA, ecc. si poteva trovare nella necessità di far scendere i passeggeri. Solo gli Eptajota in servizio sulla prima autostrada, la Milano-Laghi ebbero la possibilità di superare il limite dei 30 km/h ed arrivare alle "stratosferiche velocità" per quell'epoca di 50/60 km/h. In Gran Bretagna il limite era 18 miglia orarie, pari a circa 29 km/h.

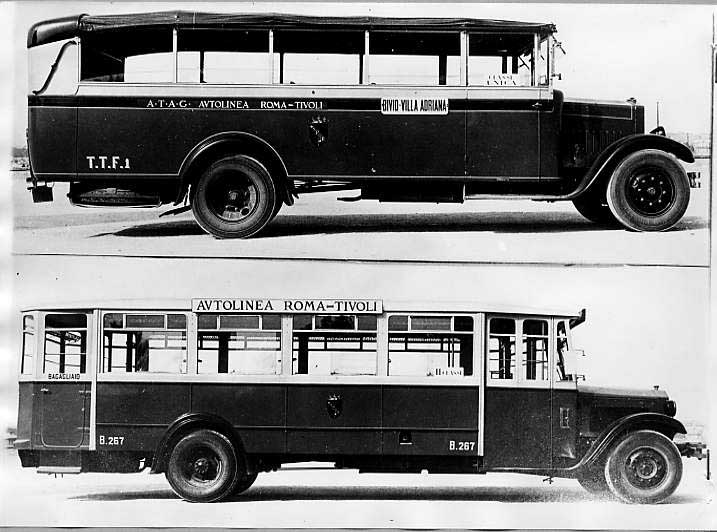
Autobus Lancia Omicron, versioni con e senza la trasformazione della piattaforma posteriore in bagagliaio autolinea Roma-Tivoli

Nel corso del 1927, seguendo le maggiori esigenze di potenza e portata, la Lancia decise di iniziare il progetto di un autotelaio/motore del tutto nuovo, più moderno, più adatto a essere carrozzato come autobus urbano ed extraurbano, ben oltre i limiti del progetto Jota e si arrivò all'Omicron. Questo gigante di dimensioni ormai "moderne" era munito di un nuovo motore a benzina di 6 cilindri in linea da 7 069 cm³ (alesaggio 100 mm, corsa 150 mm) che erogava – grazie anche all'adozione delle valvole in testa comandate da due alberi di distribuzione – quasi 92 CV a 1 600 giri/min (da notare su questo modello la collocazione del gruppo centrale del ponte: sistemato lateralmente per poter abbassare il più possibile l'altezza da terra del corridoio centrale del veicolo). L'Omicron fu costruito nella versione a passo corto (512,5 cm) e a passo lungo (592 cm). Grande attenzione venne rivolta nelle fasi progettuali del mezzo all'impianto frenante, costituito da freni meccanici sulle 4 ruote (a pedale) e un freno a mano agente su apposite ganasce al ponte posteriore (affiancate a quelle azionate dal pedale, ma da esse indipendenti). Nel 1929, dopo i primi duecento esemplari, l'impianto fu modificato e migliorato con l'applicazione di un servofreno a depressione di tipo Dewandre per ridurre lo sforzo da esercitare sul pedale e avere una frenata assai più efficace. Malgrado un consumo di benzina decisamente elevato, l'Omicron riscosse un ottimo successo (601 esemplari dal 1929 al 1936), soprattutto grazie alla meritata fama di veicolo indistruttibile (si parlò di esemplari che raggiunsero e superarono il traguardo dei due milioni di chilometri). Le qualità dell'Omicron conquistarono anche i mercati esteri, e alcuni esemplari, attrezzati come vagoni-letto, vennero utilizzati per un servizio di linea attraverso il Sahara, tra l'Algeria e il Sudan francese. Inoltre, per porre rimedio al problema degli alti costi di carburante, fu deciso in un secondo momento di passare all'alimentazione a gasolio, con un motore a ciclo Diesel, sostituendo il propulsore originale con quello nuovissimo del cinque cilindri da 6 871 cm³ e 93 CV sviluppato per l'autocarro 3Ro, su sollecito delle società di trasporto.
A metà degli anni trenta, Vincenzo Lancia dovendo soddisfare una pressante richiesta governativa, volta a creare dei poli industriali con manodopera di lingua italiana nell'ex Tirolo (divenuto dopo la prima guerra mondiale Alto Adige), decise di spostare parte della produzione di veicoli industriali dallo stabilimento Lancia di Borgo san Paolo a Torino in uno nuovo costruito a Bolzano. Quest'ultimo fu poi destinato ad accogliere parte delle produzioni di autocarri, autotelai per autobus e veicoli militari fino a quel momento concentrate a Torino. Lo stabilimento Lancia di Bolzano divenne operativo nel 1937, contribuendo ad accelerare sensibilmente le attività connesse al processo di "dieselizzazione" del parco mezzi offerto dalla casa; tema che fu affrontato in modo graduale dall'azienda, visto che nella prima metà degli anni trenta la Lancia non si riteneva pronta a sviluppare in modo indipendente un efficiente e durevole motore Diesel. Pertanto, mentre si lavorava attorno al progetto del 3Ro, si decise di ricorrere temporaneamente all'utilizzo di un propulsore nato in Germania, la "patria dei Diesel". La scelta ricadde sui brevetti Junkers, che in quel periodo parevano i più avanzati, cominciando a produrre su licenza Junkers il propulsore bicilindrico a due tempi, con due pistoni contrapposti sulla stessa camera di scoppio per cilindro, aventi la corsa di due diverse misure (150 mm l'uno, 100 mm l'altro) e quindi con cilindrata di 3 181 cm³ e potenza di 64 CV a 1 500 giri/min. Questo motore fu montato sul modello Ro. Il Ro fu prodotto dal 1932 al 1938 in quattro versioni, di cui due militari (nel 1935 fu realizzata su richiesta dell'Esercito anche una serie di Ro M con motore a benzina 4 cilindri, 4 tempi da 5 126 cm³ e 65 CV, che ebbe modo di distinguersi durante l'impiego delle guerre coloniali in Etiopia). Nel 1935, per rispondere alle richieste di motorizzazioni più potenti, i progettisti decisero di affiancare al Ro il modello Ro-Ro, sul quale venne montato una versione del motore Junkers con 3 cilindri da 4771 cm³ da 95 CV. Questa versione più potente tuttavia presentò vari problemi. Il 3Ro fu prodotto dal 1938 e per tutto il periodo della seconda guerra mondiale complessivamente in quasi 12 700 esemplari (tra veicoli militari e veicoli per uso civile), risultando l'ultimo veicolo industriale prebellico, il più evoluto, quello che avanzatissimo per i suoi tempi si poté affermare, attraverso i suoi successori derivati, anche nel dopoguerra. Il 3Ro, equipaggiato col modernissimo motore a 5 cilindri da 6 871 cm³ e 93 CV di potenza, già adottato su alcuni degli ultimi Omicron, era in grado di spingere gli autocarri fino a farli sfiorare, a vuoto, gli 80 chilometri all'ora. Da questa motorizzazione derivò con l'aggiunta di un cilindro e della relativa cilindrata il 6 cilindri del 6Ro M militare e dell'Esatau. Tra le mille cose che aveva questo "capolavoro" Lancia (a cui la Mercedes giustamente s'ispirò) c'era un'alimentazione con pressioni di iniezione "stratosferiche" per quel periodo, nonostante in quegli anni si arrivasse anche nei Fiat a 110 kg/cm², ma la Lancia fece eseguire su suoi disegni e progetti, avvalendosi della direzione tecnica a MA-BO (Marelli-Bosch), un sistema che arrivava a 220 kg/cm². Questo significava minori consumi, più potenza e bassa fumosità. Traguardi raggiunti nel dopoguerra dalle altre case costruttrici.
Veicoli industriali
- Jota (anni 1919/1920):

Lancia Ro

- Djota: 170 (produzione complessiva 1.Z. + 1.Z.M. (poi ribattezzato Jota) + Djiota totale pari a n. 3 437 esemplari dal periodo prebellico, bellico e post-bellico)
- Trijota: 256
- Tetrajota: 329
- Pentajota 1ª Serie: 675
- Pentajota 2ª Serie: 1 096 (totale Pentajota 1ª Serie + Pentajota 2ª Serie n. 1 771 esemplari)
- Esajota: 13
- Eptajota: 1985
- Omicron: 601
- Ro (Diesel): 843
- Ro (benzina): 576
- Ro-Ro: 301

Militari: 3 746
- 3Ro: 12 191 fino al 31-12-1945 (15 222 complessivamente)
- Ardea/furgoncino: 56 (fino al 31-12-1945)
- E290 Veicolo elettrico: 61 (fino al 31-12-1945)
- Esaro: 2 001 (fino al 31-12-1945)
- Lince: 250

## Il secondo dopoguerra
Alla fine del secondo conflitto mondiale, una volta ristrutturati gli impianti danneggiati dai bombardamenti, la Lancia riprese gradualmente la produzione di veicoli industriali. I modelli prodotti erano gli stessi dell'anteguerra seppur aggiornati secondo le nuove regole di mercato.
Dopodiché, a partire dal 1947, la gamma di autocarri si arricchì del gigante e prestante Esatau, modello dalle eccellenti qualità costruttive e dotato di un buon apparato meccanico che a livello internazionale trovò largo impiego come mezzo da cantiere, oltre che per il traino di autotreni e bisarche. Inoltre, dal suo telaio vennero tratte numerose serie di autobus e filobus, con allestimenti effettuati da un nutrito numero di carrozzieri italiani, tra cui: Barbi, Garavini e Viberti; su commissione di importanti aziende del trasporto pubblico locale, sia estere, sia italiane (ad esempio, nel biennio 1951 – 1952 l'ATAC di Roma ordinò 52 autobus del tipo Esatau V11 alla Garavini per un impiego su alcune linee urbane ed extraurbane. Preferendoli soprattutto per la posizione del motore - da 122 CV a cilindri contrapposti e orizzontali, del tipo detto a sogliola - posto al centro del telaio sotto il pianale della vettura e abbinato a un cambio meccanico a quattro velocità e riduttore).
Poi, nel 1950, esordì il Beta, altro autocarro dalle dimensioni più contenute (da 5 o 6 tonnellate a seconda delle versioni); offerto a partire dal 1953 anche con un piccolo propulsore bicilindrico a gasolio erogante 51 CV a 2200 giri/min e dotato di sistema iniettore-pompa sovralimentato con compressore volumetrico; sul quale l'azienda indirizzò molte delle sue campagne pubblicitarie del periodo. Tanto da volerne testare le sue lodevoli qualità costruttive in un raid automobilistico Algeri – Città del Capo, attraverso l'intero continente africano. Del Beta furono costruiti 2 351 esemplari fino al 1961.

Il Furgone leggero "Jolly" con motore da 1 090 cm³ uscito nel 1959

Nel 1955, con l'acquisizione della Lancia da parte della famiglia lombarda Pesenti (proprietaria anche dell'Italcementi), ebbe avvio un ambizioso programma di rilancio del settore veicoli industriali; a partire dalla nascita, nella primavera del 1959, del furgone Lancia Jolly (destinato a sostituire tutti quei prodotti sino a quel momento conosciuti sotto la denominazione di Appia “commerciali”; per inserirsi di prepotenza in una sfera di utilizzo espressamente legata alla realtà manifatturiera dell'Italia, allora in forte crescita economico industriale).
Ma accanto al furgone venne ampliata la gamma dei camion: con l'inserzione a listino del così chiamato Esatau B (prodotto fino al 1963) e di altri due modelli, l'Esadelta e l'Esagamma; veri concorrenti lussuosi dei vari Fiat V.I. e OM.
L'Esadelta (codice tecnico della prima serie 401) conobbe una lunghissima stagione di successi, registrando complessivamente un buon numero di esemplari costruiti (alcuni dei quali appositamente per il mercato svizzero) fino alla sua uscita di produzione nel 1970, grazie pure alle buone doti di comfort e spaziosità della sua cabina di guida, studiata da un pool di ingegneri della casa torinese, all'epoca coordinati dal progettista Giovanbattista Falchetto. Presentato nel 1959, nel 1963 venne rilanciato nella serie "Esadelta B", di cui si ricorda anche un autobus della carrozzeria Menarini (Bologna).
L'Esagamma, invece, con una portata di maggior livello (la capacità di carico poteva arrivare alle 19 tonnellate) rivelò la sua principale chiave del successo nell'architettura del telaio, senza dimenticare l'ottimo rendimento nel comportamento su strada (specie nei lunghi viaggi) e nella longevità del suo motore. Dell'Esagamma furono prodotti 6 648 esemplari dal 1962 al 1971.
Tuttavia, accanto alla nascita di questi nuovi autocarri, venne incrementata in questo periodo la produzione degli autobus, ancora una volta costruiti con la collaborazione di importanti carrozzieri italiani su commissione delle ditte di trasporto. Come l'ATAC di Roma, che acquisterà 174 Esatau tipo 703 tra il 1960 e il 1964 o l'ATM di Milano che si dotò degli Esagamma 718.
A seguito della nascita della nuova berlina di classe media, la Flavia, che fu la prima autovettura italiana di serie a trazione anteriore, la Lancia cercò di portare tale innovazione anche nel settore dei furgoni e nel 1963 presentò il Super Jolly (un'evoluzione del Jolly), ultimo prodotto industriale di successo studiato dall'azienda il cui assemblaggio si concluse nel 1970.
La produzione di veicoli industriali terminò infatti dopo l'integrazione della Lancia nel Gruppo Fiat, ma lo stabilimento di Bolzano continuò la produzione di mezzi speciali, marchiati Lancia poi Iveco, come i famosi 4x4 della gamma 75-95 CV fino al 1990.
Al 2025 l'impianto di Bolzano (oggi Iveco Defence Vehicles) è controllato da Leonardo S.p.A., che ha acquistato i diritti di proprietà del marchio da CNH Industrial, specializzato nella costruzione di mezzi militari Iveco Difesa.
Veicoli industriali del secondo dopoguerra
- Esatau : 1950-1963 - 13 362 esemplari,
- Beta : 1950-1961 - 2 351 esemplari,
- Esadelta A : 1959-1963 - 7 053 esemplari,
- Esadelta B e C: 1963-1970 -
- Esagamma : 1962-1971 - 6 648 esemplari.

## Galleria d'immagini

Autocarro Lancia Beta del 1950
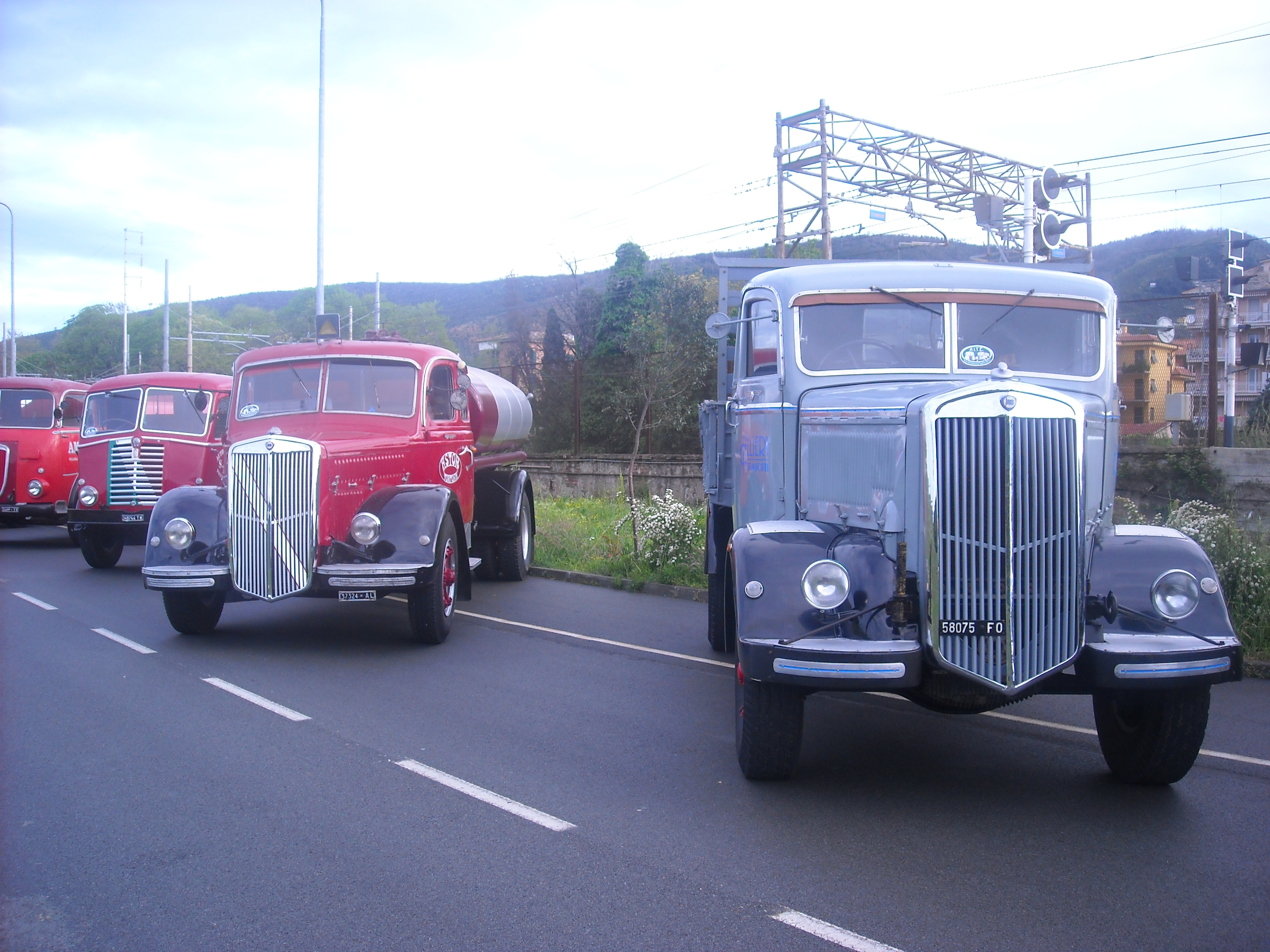
Due autocarri Lancia durante una parata a Sestri Levante il 24 aprile del 2010
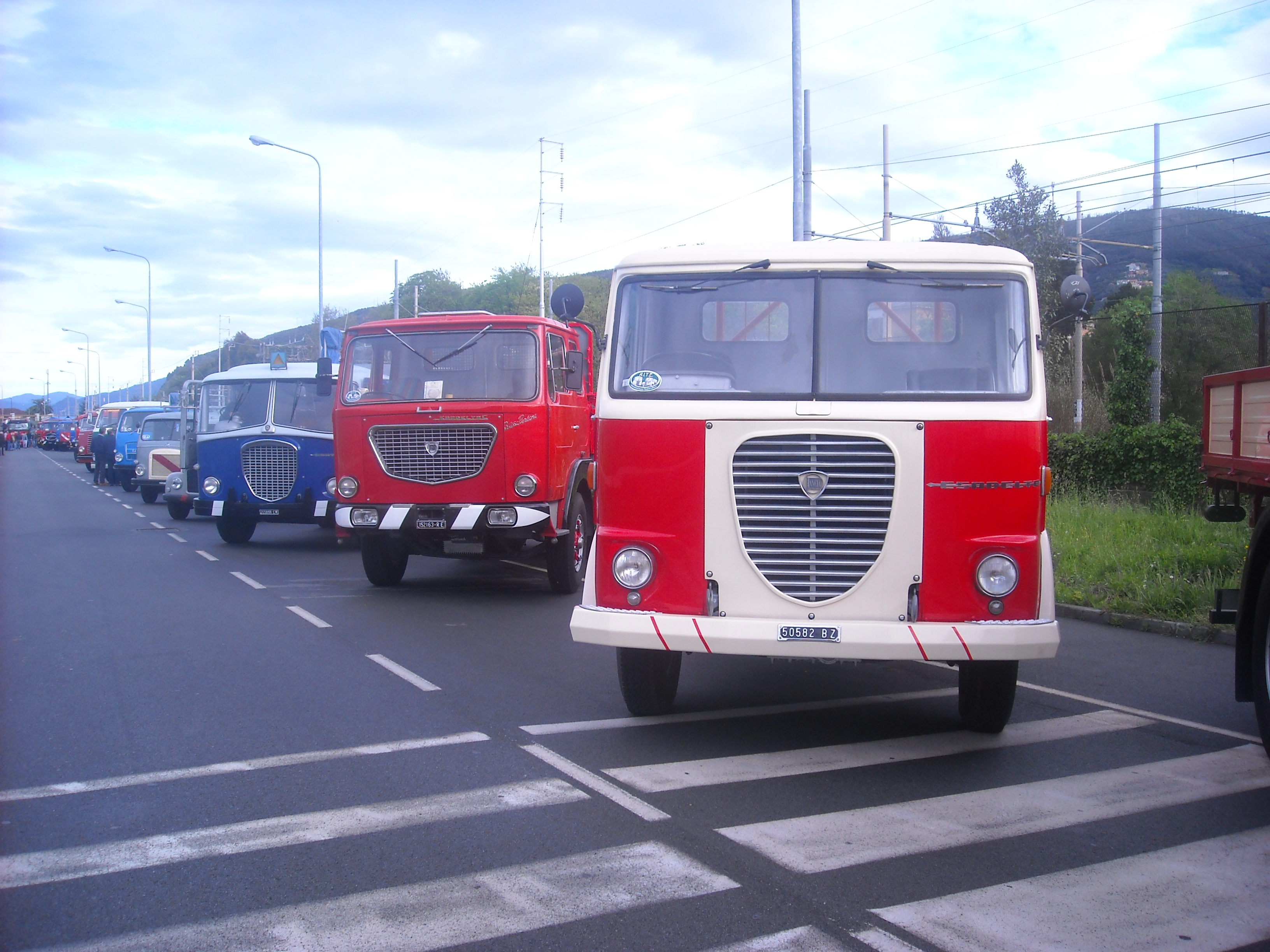
Altri tre autocarri Lancia durante la parata storica a Sestri Levante (da destra): un Esadelta, un Esadelta C e un Esatau B
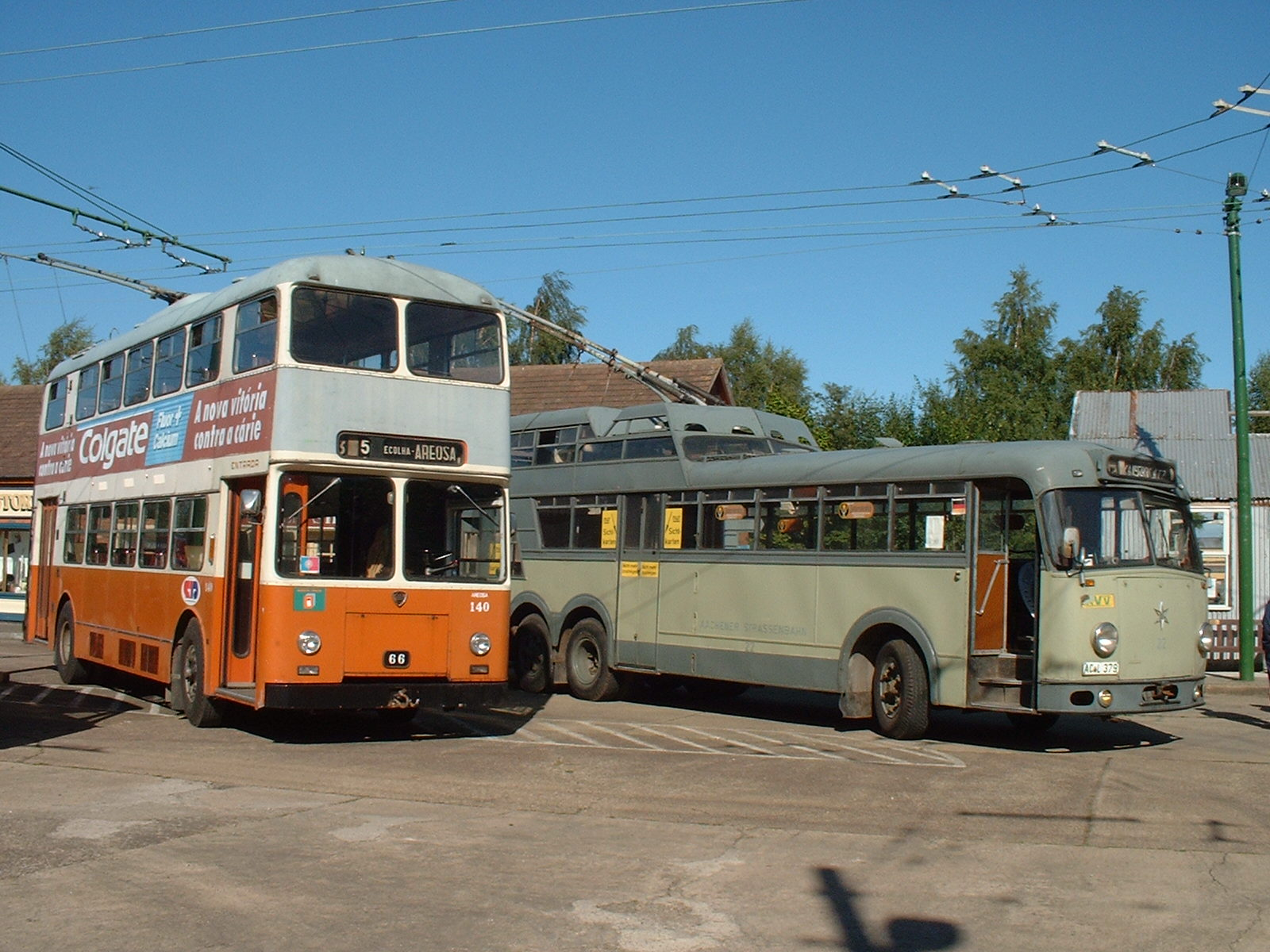
Filobus bipiano Lancia Dalfa (ex-STCP di Porto) ora al Museo dei trasporti di Sandtoft in Inghilterra
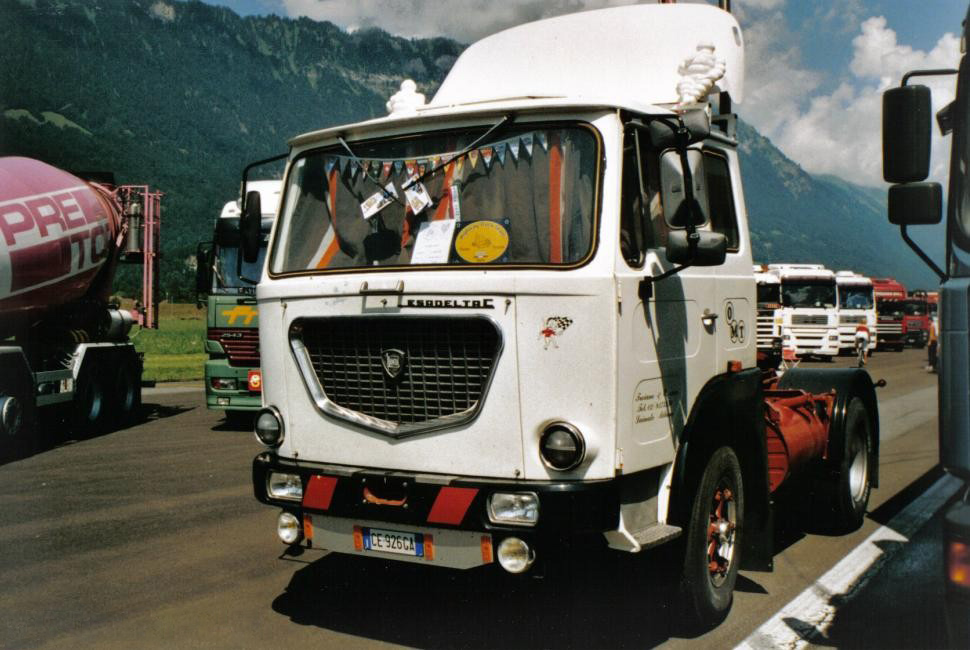
Autocarro Lancia Esadelta C
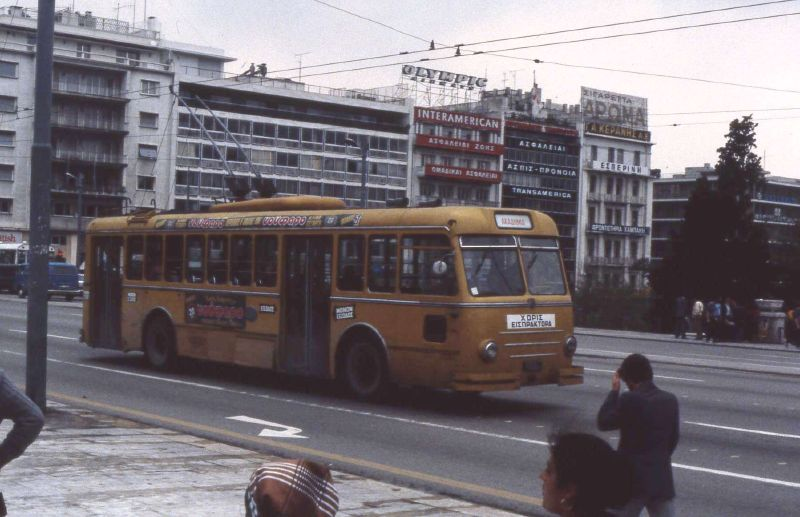
Filobus Lancia Casaro CGE ad Atene nel 1981